# 瘤穗弓果黍
瘤穗弓果黍（学名：Cyrtococcum patens var. schmidtii）为禾本科弓果黍属下的一个变种。